# Emil og Ida fra Lønneberg
Emil og Ida fra Lønneberg (svensk: Emil & Ida i Lönneberga) er en animeret spillefilm fra 2013 instrueret af Per Åhlin.

## Svenske stemmer
- Gustav Föghner som Emil Svensson
- Tilda Ramde som Ida Svensson
- Allan Svensson som Anton Svensson
- Elisabet Carlsson som Alma Svensson
- Lindy Larsson som Alfred
- Rebecka Teper som Lina
- Siw Carlsson som Krösa-Maja
- Hans Åke Gabrielsson som provsten
- EwaMaria Roos som provstinden
- Astrid Lindgren som fortæller (i form af arkivmateriale)

## Danske stemmer
- Alfred Bjerre Larsen som Emil Svensson
- Carolina Callisen Whittaker som Ida Svensson
- Kristian Boland som Anton Svensson
- Vibeke Hastrup som Alma Svensson
- Kenneth M. Christensen som Alfred
- Cecilie Stenspil som Line
- Peter Zhelder som provsten
- Pauline Rehné som Tyttebær-Maja og provstinden
- Kaya Brüel som fortæller